# Metharpinia dentiurosoma
Metharpinia dentiurosoma is een vlokreeftensoort uit de familie van de Phoxocephalidae. De wetenschappelijke naam van de soort is voor het eerst geldig gepubliceerd in 2003 door Alonso de Pina.